# Unidad Regionalista de Castilla y León
Unión Regionalista de Castilla y León (URCL) es un partido político que se define como "regionalista, democrático, moderno y renovador que, basándose en los principios de libertad, justicia y solidaridad, asume la defensa a ultranza de los legítimos intereses de Castilla y León".
Surgió de la unión de antiguos miembros de UCD y CDS y partidos políticos de Salamanca, Palencia, Burgos, Zamora y Valladolid, como por ejemplo Democracia Regionalista de Castilla y León o Unidad Palentina. Las primeras municipales y autonómicas a las que se presentó fue a las de 1995, concurriendo desde entonces y hasta su desaparición a todos los comicios municipales, autonómicos y nacionales celebrados, salvo los de 2004.
En 2011 se integra en las candidaturas de Democracia Regionalista de Castilla y León (DRCyL). En 2019 Unidad Regionalista y Democracia Regionalista se refundan en Unión Regionalista de Castilla y León.
Para las elecciones municipales de 2023 anuncia una coalición electoral con Unidad Castellana (Castilla-La Mancha) y las candidaturas de ambas formaciones se presentan con la marca electoral Unidad Castellana.

## Regionalismo castellanoleonés
URCL se definía como un partido político constitucional, centrista, "regionalista, democrático, moderno y renovador que, basándose en los principios de libertad, justicia y solidaridad, asume la defensa a ultranza de los legítimos intereses de Castilla y León".
Rechazaba el federalismo y el independentismo, al tiempo que reclamaba un estatuto de autonomía con las mismas competencias que el de las denominadas comunidades históricas y una descentralización de tales competencias hacia diputaciones provinciales y comarcas.

## Actividad de URCL
URCL, desde su fundación el 16 de abril de 1993, acudió anualmente a cada 23 de abril a Villalar de los Comuneros a celebrar el Día de Castilla y León. También participa en numerosos actos, eventos, concentraciones y conferencias:
- A favor de la Autovía Salamanca - Madrid.[4] A favor de la Autovía del Duero.[5] Contra la instalación del cementerio nuclear (ATC) en Castilla y León.[6] A favor de la Declaración de PARQUE NATURAL de Candelario-Béjar.[7] Por la defensa del Hospital Público Virgen del Castañar de Béjar.[8] A favor del mantenimiento de NUTREXPA en Palencia y apoyo a los trabajadores.[9]
- I Foro de Debate El Futuro del Castellanismo, celebrado en Burgos en octubre de 2003.
- A favor de la unidad del Archivo de la Guerra Civil en Salamanca.[10][11][12]
- Concentración a favor del Toro de la Vega de Tordesillas.[13][14]
- Redacción de un programa compartido de actuaciones urgentes en determinados asuntos que afectan a Valladolid y municipios de su entorno, reuniones convocadas por IU para los partidos determinantes en el Gobierno de Valladolid y su Alfoz.[15]

## Resultados electorales
Algunos de los municipios gobernados en algún momento determinado por URCL son Venta de Baños o Aldeamayor de San Martín y otros más pequeños como Cevico de la Torre, Castromonte, Palaciosrubios, Horcajo Medianero, Bernuy-Zapardiel, Membrillar, Alcazarén, Bustillo de Chaves, Villota del Páramo, San Pelayo de Guareña o Villar de Gallimazo. URCL contó también con representación en municipios como Santa Marta de Tormes, Guijuelo, Mayor, Cigales, Frómista, Velilla del Río Carrión, Ataquines, Brahojos de Medina, Ituero de Azaba, Fuente el Sol, Villarino de los Aires o Santibáñez de Béjar.

### Elecciones autonómicas
- Autonómicas de Castilla y León de 2022*: 393 votos (0,03 %) con candidatura presentada por la provincia de Valladolid (0,14 %).

- Autonómicas de Castilla y León de 2019*: 1009 votos (0,07 %) en tres candidaturas presentadas por las provincias de Palencia (0'25 %), Valladolid (0'20 %) y León (0'05 %).
- Autonómicas de Castilla y León de 2011: 1428 votos (0,10 %) en tres candidaturas presentadas por las provincias de Palencia (0'34 %), Valladolid (0'24 %) y Salamanca (0'18 %).
- Autonómicas de Castilla y León de 2007: 914 votos (0,06 %);[16] Concurriendo en solitario y presentando candidatura por Valladolid (0'30 %).[17]
- Autonómicas de Castilla y León de 2003: 5387 votos (0,35 %);
- Autonómicas de Castilla y León de 1999: 10 985 votos (0,76 %);
- Autonómicas de Castilla y León de 1995: 6308 votos (0,41 %).

### Elecciones municipales
- Municipales de 2019*: 672 votos (0,05 %), con 14 concejales (8 en la provincia de Valladolid y 6 en la de Palencia).
- Municipales de 2011: 1655 votos (0,11 %), con 12 concejales, gobernando en Cevico de la Torre y Castromonte, en el último pactado con el PSOE gobernando durante dos años; representación en Bernuy de Zapardiel, Aldeamayor de San Martín, Brahojos de Medina, Membrillar y Ataquines.
- Municipales de 2007: 1772 votos (0,12 %), con 18 concejales.[18] Como consecuencia de las elecciones gobierna las alcaldías de Membrillar en Palencia, Bernuy-Zapardiel en Ávila[19] y a partir de septiembre de 2009 la de Aldeamayor de San Martín en Valladolid. Los ediles se reparten por las provincias de Ávila, Palencia, Salamanca y Valladolid.
- Municipales de 2003: 7452 votos (0,48 %), 55 concejales y las alcaldías de Alcazarén, Aldeamayor de San Martín y Bustillo de Chaves en Valladolid, Villota del Páramo en Palencia y Horcajo Medianero, Palaciosrubios y San Pelayo de Guareña en Salamanca. El resto de ediles se reparten por las provincias de Salamanca, Valladolid, Palencia y Ávila: Santa Marta de Tormes, Cigales, Guijuelo, Mayorga, Ituero de Azaba, Fuente el Sol, Brahojos de Medina, Villarino de los Aires, Bernuy de Zapardiel, Santibáñez de Béjar... Como resumen de las municipales del 2003, el partido obtuvo un edil en la provincia de Ávila, dos en Palencia, 41 en Salamanca y 17 en Valladolid.
- Municipales de 1999: 13 041 votos (0,90 %) y 124 concejales.
- Municipales de 1995: 10 004 votos (0,65 %) y 98 concejales.

### Elecciones al Congreso de los Diputados
- 2019*: 483 votos con candidatura en Valladolid.
- 2011: 709 votos con candidaturas por Valladolid y Palencia.
- 2008: 423 votos con una única candidatura por Valladolid.[20]
- 2004: Se retiraron las candidaturas a última hora con motivo del atentado terrorista del 11 de marzo.
- 2000: 5.537 votos (0,02%).
- 1996: 4.061 votos (0,02%).
- 1993: 2.715 votos (0,01%).

### Elecciones al Senado
- 2019*: 1.982 votos con candidaturas en Valladolid y León.
- 2011: 3.612 votos con candidaturas en Palencia y Valladolid.
- 2008: 2.563 votos con candidaturas en Salamanca, Palencia y Valladolid.[20]
- 2004: Se retiraron las candidaturas a última hora con motivo del atentado terrorista del 11 de marzo.
- 2000: 14.362 votos con candidaturas en Ávila, Burgos, Palencia, Salamanca, Segovia, Soria, Valladolid y Zamora.
- 1996:
- 1993:

* Como Unión Regionalista de Castilla y León
Tras la debacle de las elecciones municipales de 2023 la mayoría de afiliados y dirigentes de Unidad Regionalista de Castilla y León se integran en Partido Castellano-Tierra Comunera.